# Lupetto (indumento)
Il lupetto è un capo di abbigliamento caratterizzato da un collo che arriva a metà altezza della gola dell'indossatore. A differenza del dolcevita, il colletto del lupetto non è risvoltato.

## Descrizione
È un capo sia per uomini che per donne, e può essere sia invernale che primaverile, a seconda del materiale in cui è realizzato. Possono esistere infatti lupetti di lana per l'inverno, e lupetti di cotone o addirittura a maniche corte per le stagioni più calde; magliette lupetto sono state introdotte anche nella maglieria intima.
È un indumento versatile e può essere indossato anche sotto la maglietta o la camicia.
Fa parte di un guardaroba piuttosto casual, anche se lo si è visto spesso indossato sotto una giacca, in contesti più formali.